# Josep Aragay

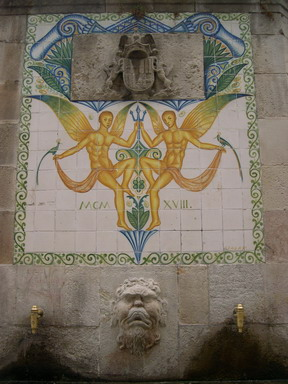
Fuente gótica de la calle Cucurulla de Barcelona, decorada en 1918 con baldosas policromadas de Josep Aragay.

Josep Aragay i Blanchart (Barcelona, 1889-Breda, 1973) fue un pintor, ceramista, teórico del arte y poeta español. Polemista incansable, influyó de manera decisiva en el debate intelectual entre clasicismo y modernidad de los años veinte, y defendió el ideal noucentista hasta el final de su vida.

## Biografía
Nacido en la calle del Carme de Barcelona en 1889, Discípulo de Francesc d'Assís Galí, que en su certificado de estudio escribió: "el más bien dotado de todos mis discípulos", en 1911 Eugenio d'Ors le encargó la dirección artística del Almanac dels Noucentistes. Con el seudónimo Jacob, colaboró en diversos semanarios humorísticos catalanes, como la primera etapa de la revista Papitu, o El Borinot. En 1912, junto a Xavier Nogués y Francesc Pujols, fundó la revista Picarol, uno de los máximos exponentes de la ilustració catalana a principios del siglo XX. 
Fue uno de los fundadores del Gremio de las Artes Aplicadas, en el año 1914, con la intención de recuperar los oficios de arte, entre ellos, la cerámica. Realizó las primeras obras bajo la maestría de Francesc Quer. Las piezas decoradas por Aragay estaban inspiradas en la cerámica seiscentista catalana, con una iconografía llena de personajes melancólicos y solitarios, que se ambientaban en paisajes idealizados y pintorescos. En el año 1915, Aragay expuso en las Galerías Layetanas de Barcelona una muestra, que tuvo una gran acogida por parte del público y de la crítica, y que le proyectó como uno de los mejores ceramistas del país. Al regreso de un viaje a Italia de casi un año (1916-1917),  becado por el Ayuntamiento de Barcelona, a propuesta del Sr. Bofill i Mates, Regidor de Cultura. Allí escribió y editó un libro de poemas ("Italia 1918"), y un diario inédito de mil páginas que se encuentra en el Museu Josep Aragay de Breda.
Tras su viaje a Italia, Aragay depuró su estilo y se decantó por unos temas típicamente mediterráneos. Desde entonces, por la cerámica de Aragay se pasean personajes amables que trabajan bajo un cielo lleno de golondrinas, entre viñedos y olivos. En 1918 decoró las baldosas de la fuente del Portal del Ángel de Barcelona, considerada como una de las joyas de la cerámica novecentista. Aquel mismo año ingresó como profesor de cerámica en la Escuela Superior de Bellos Oficios. 
En 1925 y por incompatibilidad con la dictadura, dejó la cátedra y fundó un taller de cerámica en Breda, de donde era originaria su madre. Allí desarrolló toda su actividad el resto de su vida profesional, trabajando para resolver técnicamente diversas cuestiones relacionadas con la arcilla, los moldes, los barnices, la cocción de las piezas y la aplicación de los colores a través de los esmaltes y los engobes. La cerámica de Breda fue expuesta y comercializada con éxito por todo el país hasta que se detuvo la producción con el estallido de la Guerra Civil. En homenaje a su madre, proyectó y decoró con frescos de clara influencia italiana el baptisterio de la iglesia de Breda, que fue considerado el mejor de Cataluña de pintura moderna.
Murió en Breda, en el número 10 del carrer Nou el 15 de enero de 1973, a la edad de 84 años.
Es autor de dos libros teóricos: La pintura catalana contemporània, la seua herència i el seu llegat (1916) y El nacionalisme de l'art (1920).